# Grabkreuz Liedberg

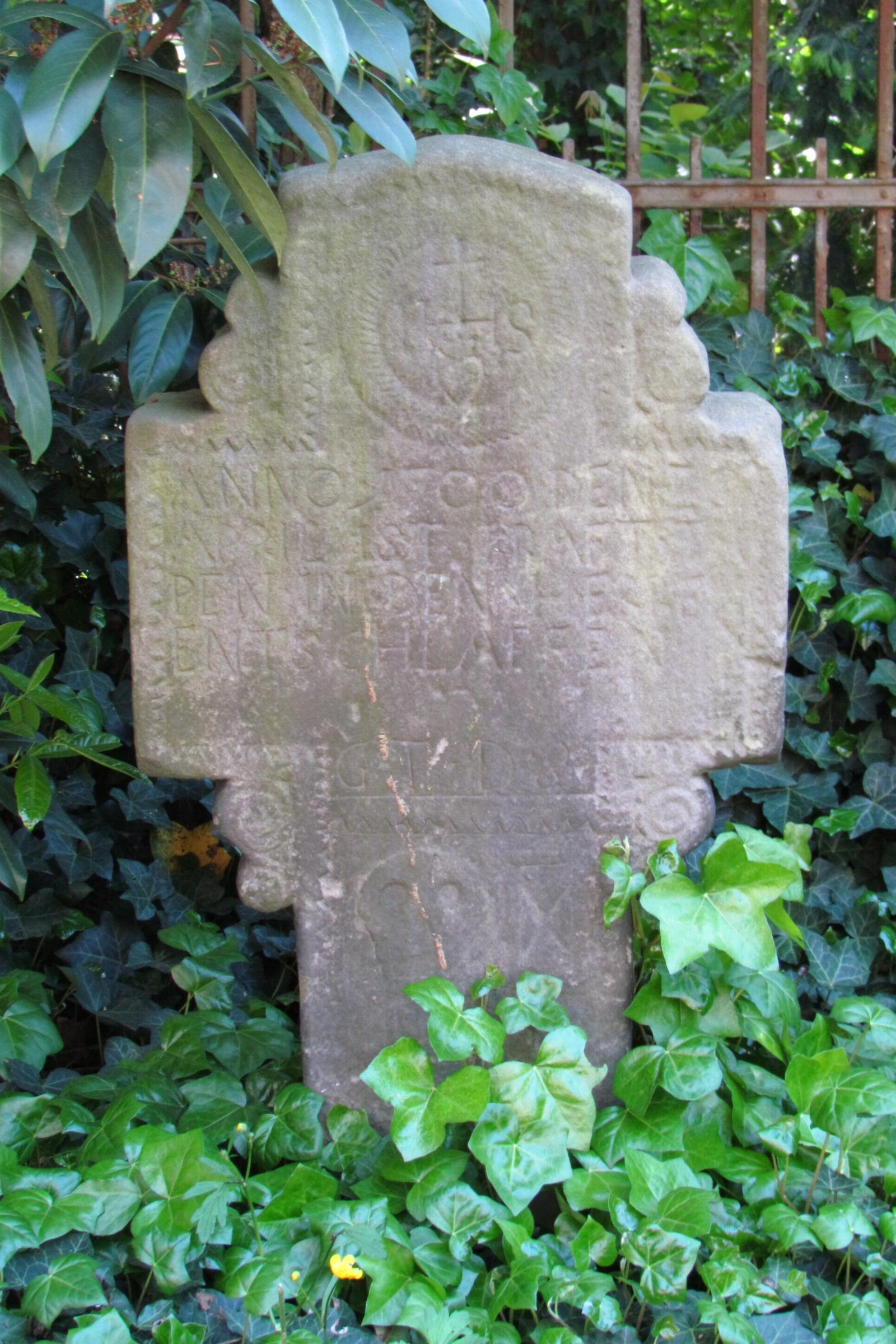
Grabkreuz am Brunnen

Das Grabkreuz Liedberg steht im Stadtteil Liedberg in Korschenbroich  im Rhein-Kreis Neuss in Nordrhein-Westfalen auf dem alten Friedhof Feld II Nr. 65–67.
Das Grabkreuz wurde 1850 erbaut und unter Nr. 190 am 9. Oktober 1991 in die Liste der Baudenkmäler in Korschenbroich eingetragen.
Es handelt sich hierbei um ein Grabkreuz aus Liedberger Sandstein aus dem Jahre 1850.
Auf dem Sockel befindet sich eine quadratische Inschrifttafel. Im oberen Teil des Sockels ist ein Abbild Jesu Christis. Über diesem schließt sich ein Sandsteinkreuz an. Das Grabkreuz erfüllt die Voraussetzungen des § 2 DSchG NRW zur Eintragung in die Denkmalliste. Es ist bedeutend für die Geschichte des Menschen und für seine Erhaltung und Nutzung liegen künstlerische und volkskundliche Gründe vor.